# James Burton (Ägyptologe)
James Burton (* 22. September 1788 in London; † 22. Februar 1862 in Edinburgh) war einer der ersten britischen Ägyptologen.

## Leben
James Burton war der Sohn von James Haliburton, der seinen Namen zu Burton änderte, und Elizabeth Westly. Er wurde am Trinity College in Cambridge erzogen, wo er 1810 seinen BA und 1815 seinen MA erhielt. Zwischen 1815 und 1822 arbeitete Burton für den Architekten Sir John Soane und bereiste Italien. Dort traf er Sir John Gardner Wilkinson, Edward William Lane und Sir William Gell, die ihn für Ägypten interessierten.
1822 reiste er auf Einladung Muhammad Ali Paschas nach Ägypten. Er sollte am Geological Survey mitarbeiten, hatte aber keine Ahnung von Geologie und verließ die Stelle 1824 wieder. 1825 reiste er auf dem Nil von Kairo nach Abu Simbel. Unterwegs verbrachte er sieben Monate in Theben. Er führte mehrere Ausgrabungen in Medinet Habu, Karnak und im Tal der Könige durch. Zwischen 1825 und 1828 arbeitete er an einer Zusammenstellung verschiedener Hieroglypheninschriften. Von besonderer Bedeutung sind seine Zeichnungen antiker ägyptischer Monumente, die uns heute einen Rückschluss auf ihren Zustand in der ersten Hälfte des 19. Jahrhunderts erlauben.
Zwischen 1825 und 1834 lässt sich keine Spur von Burton nachweisen. Weihnachten 1835 kehrte er mit Tieren, Dienern und Sklaven nach England zurück. Begleitet wurde er von seiner griechischen Sklavin Andreana, die er in Ägypten gekauft hatte. Seine Familie enteignete ihn daraufhin. Deshalb war er gezwungen, seine Sammlungen 1836 bei Sotheby’s zu versteigern. Die einzigen Objekte, die er behielt, waren eine Mumie und ein Sarkophag, die sich jetzt im Liverpool Museum befinden.

## Schriften
- Excerpta Hieroglyphica. Malta 1825–1828. Reprint: LTR, Wiesbaden 1982, ISBN 3-88706-093-8.